# Schnabel-Segge
Die Schnabel-Segge (Carex rostrata) ist eine Pflanzenart aus der Gattung Seggen (Carex) innerhalb der Familie der Sauergrasgewächse (Cyperaceae). Sie ist auf der Nordhalbkugel weitverbreitet.

## Beschreibung

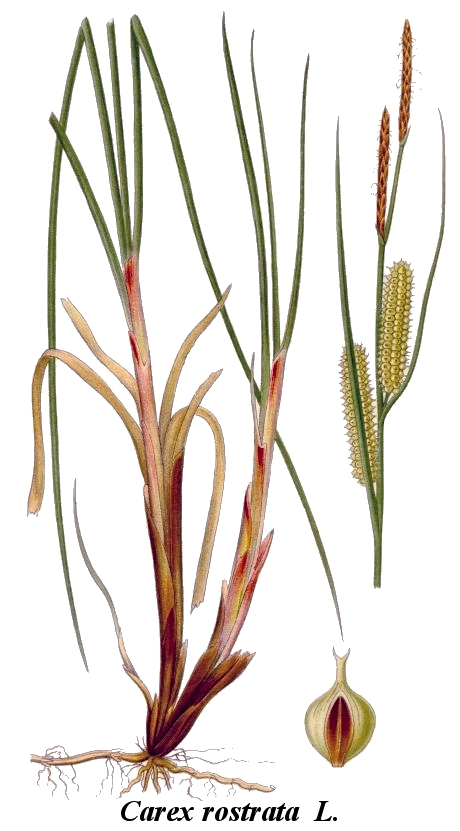
Illustration

### Vegetative Merkmale
Die Schnabel-Segge ist eine überwinternd grüne, ausdauernde krautige Pflanze, die Wuchshöhen von 25 bis 80, bisweilen 100 Zentimetern erreicht. Sie bildet Horste und entwickelt unterirdisch kriechende, lange, bis 2 Millimeter dicke, hellbraune Ausläufer. Die Halme sind oben stumpf dreikantig, unten dagegen fast rund. Die schmalen einfach gefalteten, oberseits hellgrünen, unterseits graugrünen Laubblätter werden nur 2 bis 5 (bis 10) Millimeter breit und besitzen eine dreikantige Spitze. Die rotbraunen Scheiden sind nicht deutlich netzfaserig. Die kahlen Blattspreiten weisen charakteristische Stomata (Spaltöffnungen) auf der Blattoberseite auf (epistomatisch), daher erscheint diese leicht glänzend.

### Generative Merkmale
Die Blütezeit reicht von Mai bis Juni. Der Blütenstand kann bis halb so lang wie der Stängel sein; er besteht aus (1 bis) 2 bis 4 dicht beieinander stehenden männlichen Ährchen und 2 bis 5 darunter stehenden weiblichen Ährchen. Die Tragblätter der weiblichen Ährchen sind kurz scheidig. Die männlichen Ährchen sind linealisch, 20 bis 60 (bis 80) Millimeter lang und 1 bis 3 Millimeter breit. Die Spelzen der männlichen Blüten sind 4 bis 5 Millimeter lang, heller als die der weiblichen Blüten und haben breitere Hautränder. Die weiblichen Ährchen sitzen zu zwei bis fünf in der oberen Stängelhälfte. Sie sind sitzend bis kurz gestielt, aufrecht bis wenig nickend. zylindrisch, 30 bis 60 (bis 110) Millimeter lang und 6 bis 8 (bis 10) Millimeter breit. Die Spelzen der weiblichen Blüten sind länglich-eiförmig, stumpf bis spitz, (2 bis) 3 bis 4 Millimeter lang und 1 Millimeter breit, hellbraun bis rotbraun mit gelbem oder grünem Mittelstreifen und nach oben mit schmalen weißhäutigen Rändern. Die eiförmigen, aufgeblasenen, plötzlich in den Schnabel verschmälerten, zur Reife auch gelbgrün gefärbten Schläuche stehen fast waagerecht ab und sind viel länger als die  Spelzen. Sie sind kahl, werden 4 bis 6 Millimeter lang und sind mit zwei spreizenden Schnabelzähnen versehen. Sie umschließen stets drei Narben. Die Frucht ist verkehrt eiförmig bis kugelig, dreikantig, etwa 2 Millimeter lang und etwa 1 Millimeter breit und braun.
Die Chromosomenzahl der Art ist 2n = 72-74, 76 oder ca. 60.

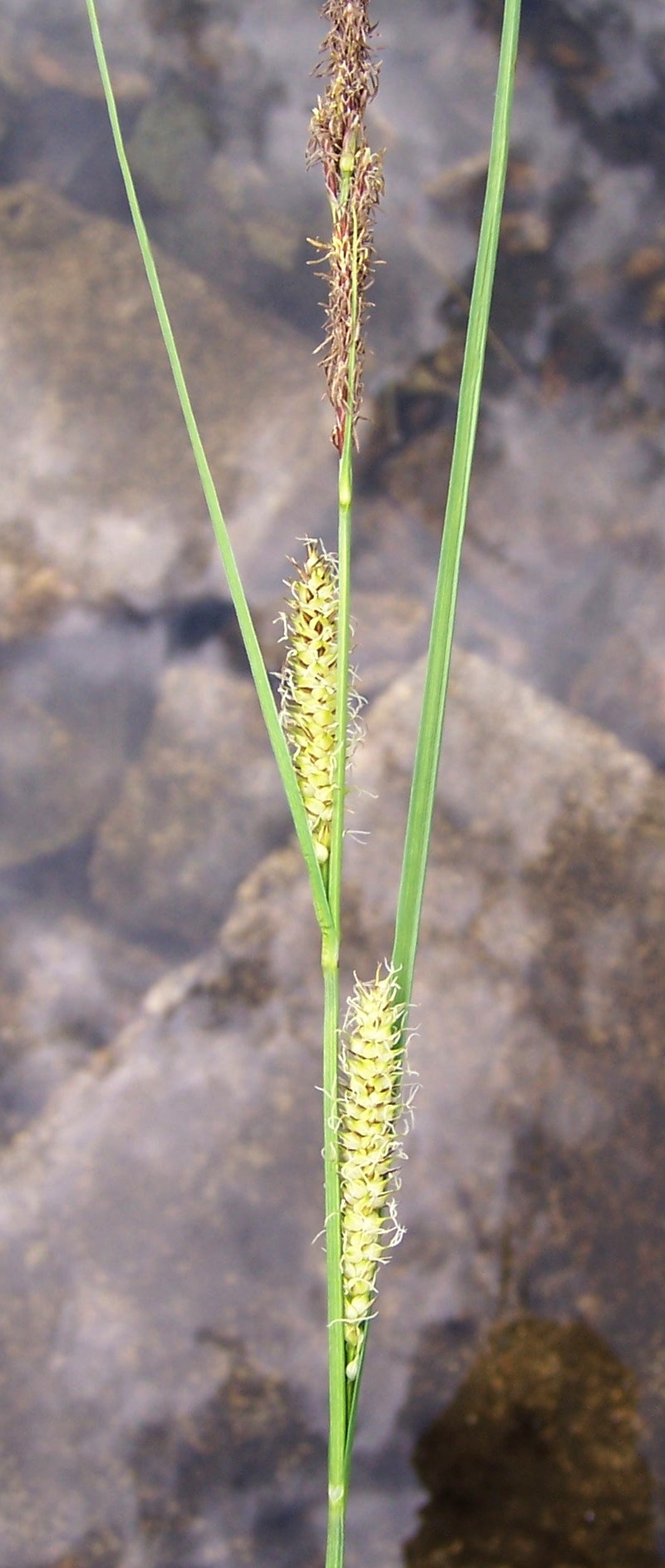
Blütenstand
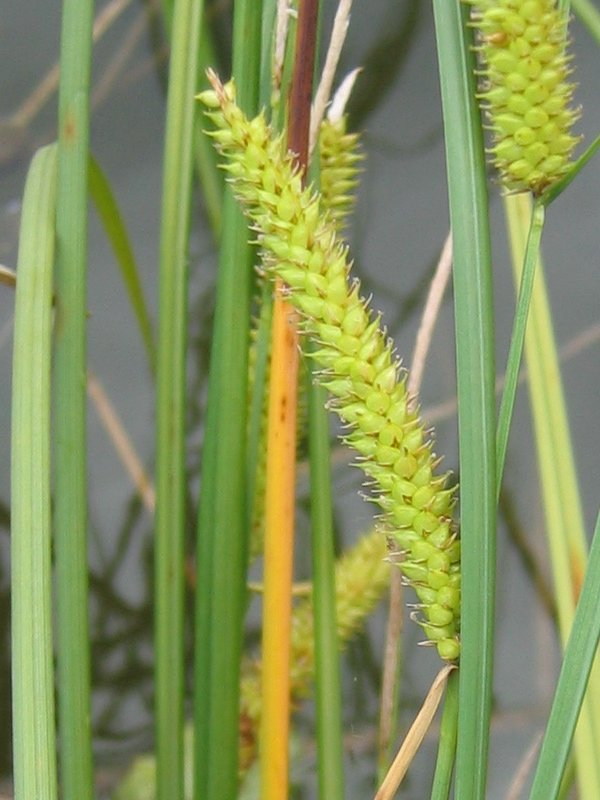
Fruchtstand
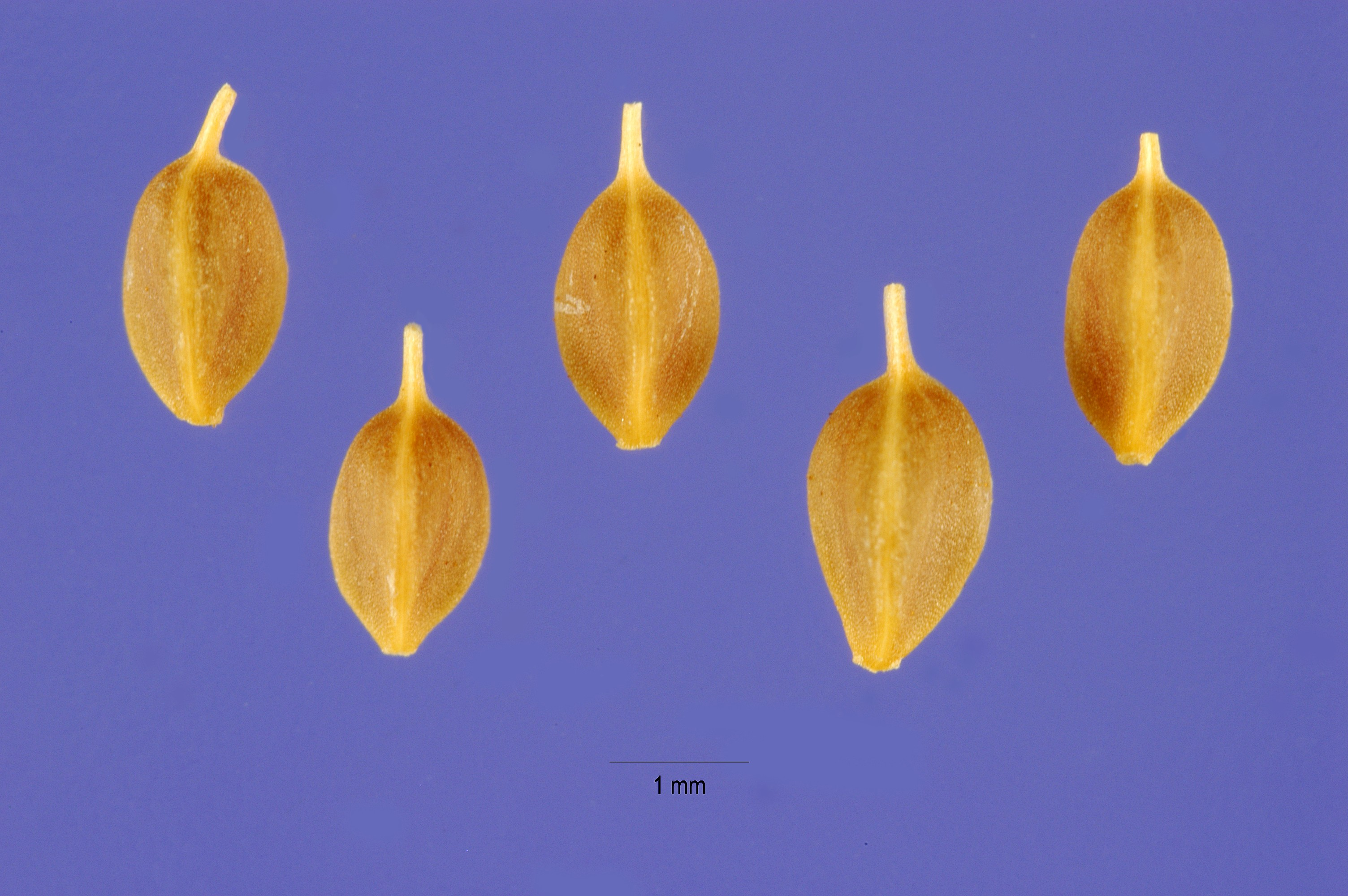
Nussfrüchte

## Ökologie
Bei der Schnabel-Segge handelt es sich um einen helomorphen Hydrophyten und Hemikryptophyten. Die vegetative Vermehrung erfolgt über lange Ausläufer (Rhizome).
Die Bestäubung erfolgt durch den Wind (Anemophilie). Die schwimmfähigen Diasporen werden durch das Wasser ausgebreitet (Hydrochorie). 

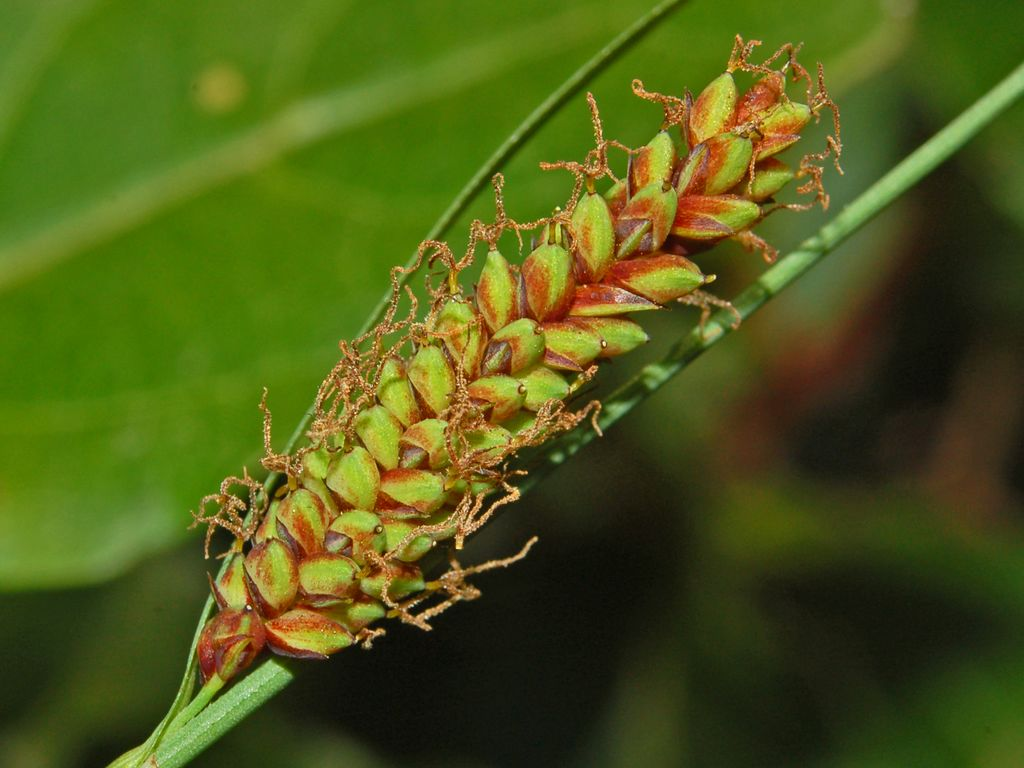
Weibliches Ährchen

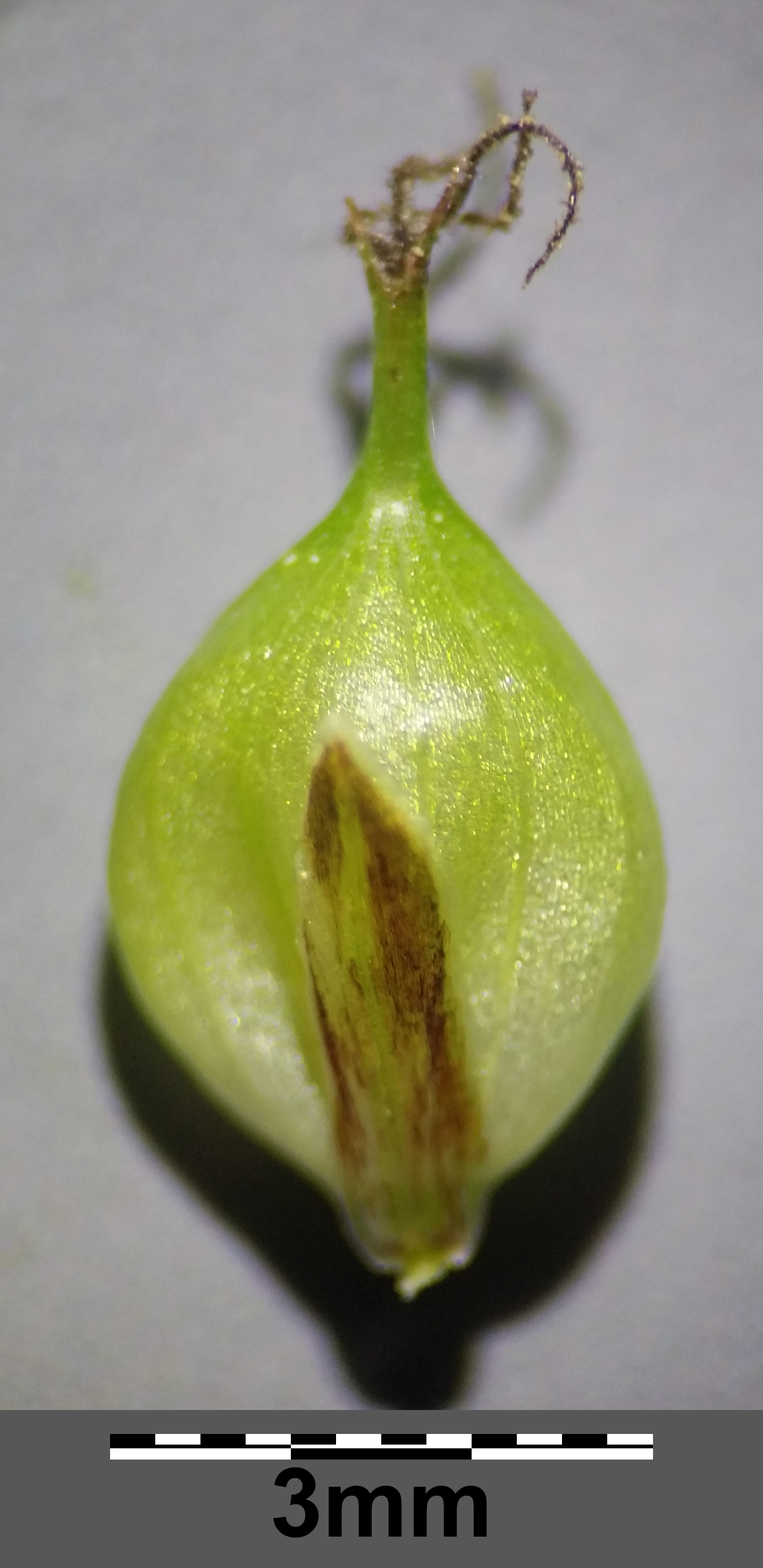
Schlauch mit Spelze

## Vorkommen
Die Schnabel-Segge ist von Europa bis zum westlichen Himalaja und vom subarktischen Nordamerika bis zu den nördlichen Vereinigten Staaten verbreitet.  Sie hat ein zirkumpolares Verbreitungsgebiet. In Europa kommt sie fast in allen Ländern vor und fehlt nur in Portugal, auf Mittelmeerinseln und auf Spitzbergen. Sie kommt in fast ganz Deutschland vor. In der Mitteldeutschen Tiefebene ist sie jedoch seltener. 
Sie ist eine häufige Seggen-Art der Feuchtgebiete. Sie wächst meist an Gewässerrändern oligo- bis mesotropher Seen, wo sie vielfach artenarme Großseggenriede ausbildet. Sie ist auch in Röhrichtgesellschaften, in Mooren, Bruchwäldern und an langsam fließenden Bächen zu finden. Sie kommt in Mitteleuropa vor allem in Gesellschaften des Verbands Caricion-lasiocarpae, aber auch in denen der Klasse Scheuchzerio-Caricetea, des Verbands Magnocaricion und in denen der Klasse Phragmitetea vor.
Die ökologischen Zeigerwerte nach Landolt et al. 2010 sind in der Schweiz: Feuchtezahl F = 5w+ (überschwemmt aber stark wechselnd), Lichtzahl L = 4 (hell), Reaktionszahl R = 2 (sauer), Temperaturzahl T = 3 (montan), Nährstoffzahl N = 2 (nährstoffarm), Kontinentalitätszahl K = 3 (subozeanisch bis subkontinental).
In den Allgäuer Alpen steigt sie am Hochalpsee am Widderstein im Kleinen Walsertal bis zu 1960 m Meereshöhe auf. Im Kanton Wallis erreicht sie bei Chanrion 2300 Meter, in Graubünden im Val Bever 2400 Meter.

## Taxonomie und Systematik
Die Schnabel-Segge wurde 1787 von Jonathan Stokes in William Withering: Botanical Arrangement of British Plants ... ed. 2, Band 2, S. 1059 als Carex rostrata erstbeschrieben. Synonyme von Carex rostrata Stokes sind Carex ampullacea Gooden. und Carex inflata Huds.
Man kann folgende Varietäten unterscheiden:   
- Carex rostrata var. ambigens Fernald: Sie kommt im östlichen Kanada vor.[4]
- Carex rostrata var. rostrata: Sie kommt von Europa bis zum westlichen Himalaja und vom subarktischen Nordamerika bis zu den nördlichen Vereinigten Staaten vor.[4]

## Trivialnamen
Für Kärnten ist als Trivialname auch die Bezeichnung Sacher belegt.